# 弗爾卡謝萊鄉
44°08′50″N 24°26′19″E / 44.1473°N 24.4386°E
弗爾卡謝萊鄉（羅馬尼亞語：Comuna Fărcașele, Olt），是羅馬尼亞的鄉份，位於該國南部，由奧爾特縣負責管轄，處於布加勒斯特以西140公里，每年平均降雨量962毫米，海拔高度87米，2007年人口4,786。